# Lucy Lloyd
Lucy Catherine Lloyd (Norbury, 7 de novembro de 1834 – Cidade do Cabo, 31 de agosto de 1914) foi uma linguista e folclorista britânica conhecida por ter criado, no século XIX, junto a Wilhelm Bleek, arquivos de textos das línguas ǀxam e !kung.